# 福感寺
30°40′00″N 104°03′09″E / 30.6666651°N 104.0525143°E
福感寺，遺址位於中國四川成都實業街30號、原實業賓館。

## 歷史
兩晉時期，數位高僧從洛陽等地抵達成都，修建「大石寺」。後來，官人百姓來此祈福，遂更名為「福感寺」：唐代高僧道宣在《集神州三寶感通錄》記載，成都時年常有旱澇，官家祈雨都要到這裡，祈而有應，特有感徵，寺廟因此得名「福感」。唐中後期福感寺達到頂峰。詩人劉禹錫遊川時，更作下《成都府新修福成（感）寺記》，稱「繡於碧霄，望之如昆閬間物」。至唐末逐漸衰落消失。
福感寺在南詔入侵成都的戰事中毁壞嚴重，随後節度使高駢擴建羅城，現在的遺址被劃入寺院之外，寺院的範圍逐步往東縮减，後來又受到幾次大戰亂波及，逐漸衰落。

### 章仇移塔
唐朝開元天寶年間，益州長史章仇兼瓊初到益州的途中，走到劍門關前，一個巨人迎接他，巨人自稱是福感寺的守塔神，指福感寺的塔位置不好，希望章仇可以幫他挪下位置。據說章仇兼瓊上任後，就將福感寺向東北移了42步。

## 考古
1980年代，四川大學考古專家林向在長順中街，發現了三個寺塔塔基。基於地理位置，他認為這是福感寺的遺跡。2016年4月，成都市考古所副研究員易立、張雪芬等開始在實業街進行發掘。面積達1.1萬平方公尺，發現了塔基、房址、水井、道路、溝渠等遺跡。
而出土文物中包括一千多塊石刻經版、石刻造像殘件、蟠龍碑首、模印密檐塔磚、有銘文的琉璃瓦等建築構件，以及大量日用陶瓷器。其中考古人員憑藉刻有「傳今福感寺」的經版，確認了福感寺遺址所處。